# Антонов, Анатолий Петрович
Анато́лий Петро́вич Анто́нов (20 мая 1940, Кегостров — 31 мая 1990, Верхнеднепровск) — советский инженер-строитель.

## Биография
Родился 20 мая 1940 года в посёлке Кегостров (ныне Архангельск). В 1965 году окончил Днепропетровский инженерно-строительный институт, получил специальность инженера-строителя промышленного и гражданского строительства.
В 1965—1967 годах работал в «Днепрометаллургстрой».
В 1967—1989 годах — главный архитектор Верхнеднепровского района (Днепропетровская область).
С 1989 года — персональный пенсионер.
Умер 31 мая 1990 года в Верхнеднепровске.

## Награды и премии
- 1979 — Заслуженный строитель УССР;
- 1983 — Государственная премия УССР имени Тараса Шевченко (с шестью соавторами) за застройку и благоустройство центра города Верхнеднепровск.